# أربع بنات وضابط (فلم)
أربع بنات وضابط فيلم مصري من إنتاج عام 1954، بطولة أنور وجدي، ونعيمة عاكف.

## قصة الفيلم
الضابط وحيد (أنور وجدي) يعمل بإصلاحية بنات، يفضل المعاملة الحسنة مع النزيلات أما المديرة (نجمة إبراهيم) فتفضل استعمال القسوة والضغط.
أربع فتيات في الإصلاحية يشعلن النار بدون قصد في الإصلاحية وتكون فرصة سانحة للهروب, يُشكل مجلس تأديب للضابط لإهماله وعدم القدرة على ضبطهن.
يُصادف رجل البنات الأربع ويكتشف أن من بينهن فتاة تشبه بنت ثرية من عائلة عريقة اختفت من سنين، فيتفق معهم على أن تقوم نعيمة بدور تلك الفتاة على أن بعيش الأربع فتايات مع هذة العائلة.
تقيم العائلة حفلة كبيرة احتفالاً بعودة الابنة فتفاجأت نعيمة أن من ضمن الضيوف الضابط وحيد وتتوالى الأحداث.

## الممثلون
- أنور وجدي
- نعيمة عاكف
- أمينة رزق
- رجاء يوسف
- عواطف يوسف
- لبلبة
- نجمة إبراهيم
- عبد الوارث عسر
- زينات صدقي
- وداد حمدي
- شفيق نور الدين

## تاريخ
ظهرت به في عدة مشاهد صورة اللواء محمد نجيب وصورة شعار هيئة التحرير التي أنشأتها حركة الضباط الأحرار وبه شعارها الاتحاد والنظام والعمل.

## روابط خارجية
- مقالات تستعمل روابط فنية بلا صلة مع ويكي بيانات